# Freddy (calciatore)
Frederico de Castro Roque dos Santos, conosciuto anche come Freddy (Malanje, 14 agosto 1979), è un ex calciatore angolano, di ruolo centrocampista o attaccante.

## Carriera

### Club
Durante la sua carriera ha giocato principalmente con Estoril Praia e União Leiria.

### Nazionale
Conta 11 presenze ed un gol con la Nazionale angolana.

## Palmarès

### Club
- Coppa di Cipro: 1

Omonia: 2011-2012

### Individuale
- Capocannoniere del campionato cipriota: 1

2011-2012